# Electricitate

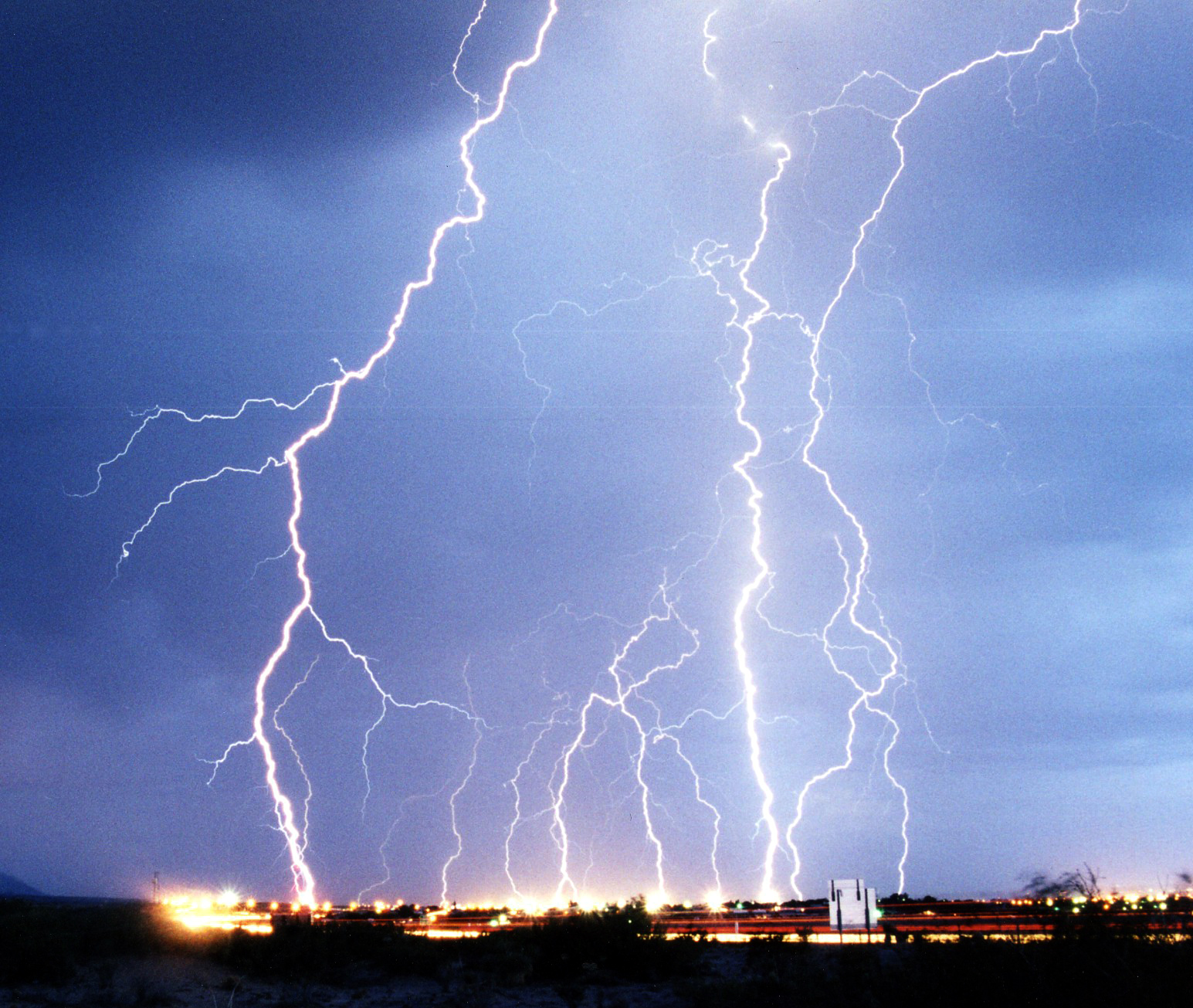
Fulgerul este unul dintre cele mai spectaculoase efecte ale electricității.

Electricitatea este totalitatea fenomenelor fizice asociate cu prezența și deplasarea sarcinilor electrice. Energia electrică produce o mare varietate de efecte bine-cunoscute, cum ar fi: fulgerul, electricitatea statică, inducția electromagnetică și curentul electric. În plus, energia electrică permite crearea și absorbția de radiații electromagnetice, cum ar fi undele radio.
În domeniul energiei electrice, sarcina produce câmpuri electromagnetice care acționează asupra altor sarcini. Energia electrică apare ca urmare a mai multor tipuri de fizică:
- sarcină electrică: o proprietate a unor particule subatomice, care determină interacțiunile lor electromagnetice. Materia încărcată electric produce și este influențată de câmpuri electromagnetice; sarcinile electrice pot fi pozitive sau negative;
- curentul electric: o mișcare sau flux de particule încărcate electric, măsurat, de obicei, în amperi;
- câmp electric (a se vedea electrostatică): un tip special, simplu de câmp electromagnetic produs de o sarcină electrică, chiar atunci când nu este în mișcare (de exemplu, nu există curent electric). Câmpul electric exercită o forță asupra altor sarcini din vecinătatea sa. Sarcinile care se deplasează produc, în plus, un câmp magnetic;
- potențialul electric: capacitatea unui câmp electric de a face lucru mecanic pe o sarcină electrică, de obicei, măsurată în volți;
- electromagneți: curenții electrici generează câmpuri magnetice, iar variația câmpurilor magnetice generează curent electric.

În electrotehnică, electricitatea este utilizată pentru:
- energie electrică, unde curentul electric este folosit pentru a pune în funcțiune echipamente;
- electronică, care se ocupă cu circuite electrice care implică componente electrice active, cum ar fi: tuburi vidate, tranzistoare, diode și circuite integrate, precum și tehnologii pasive asociate de interconectare.

Fenomenele electrice au fost studiate încă din antichitate, deși progrese în domeniul științei nu s-au făcut până în secolele al XVII-lea și al XVIII-lea. Aplicațiile practice pentru energia electrică au rămas însă puține, și nu au putut fi exploatate pentru utilizare industrială și rezidențială de către ingineri până în secolul al XIX-lea. Expansiunea rapidă în domeniul tehnologiei electrice a transformat, din acest moment, industria și societatea. Versatilitatea extraordinară a electricității ca mijloc de furnizare a energiei înseamnă că poate fi aplicată la un set aproape nelimitat de utilizări, între care: transport, încălzire, iluminat, comunicații, precum și calcul. Energia electrică este coloana vertebrală a societății industriale moderne.

## Istoria

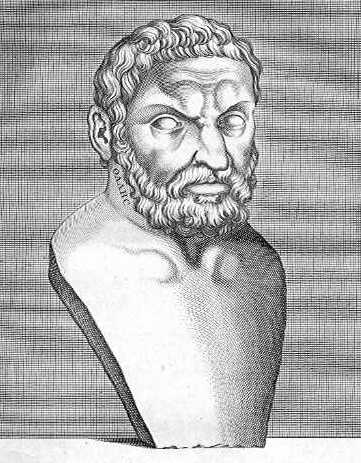
Thales, cel mai vechi cercetător cunoscut al electricității

Cu mult înainte de a exista orice cunoștințe de energie electrică, oamenii erau conștienți de fenomenul curentării din cauza peștilor electrici. Texte antice egiptene datând din 2750 î.e.n. menționează acești pești ca „Tunătorii Nilului”, și îi descriau ca „protectorii” tuturor celorlalte specii de pește. Peștii electrici au fost din nou consemnați milenii mai târziu de către naturaliști și medici antici greci, romani și arabi. Mai mulți scriitori antici, precum Pliniu cel Bătrân și Scribonius Largus⁠(d), atestau efectul de amorțire al șocurilor electrice produse de somni și batoide, și știau că astfel de șocuri s-ar putea deplasa de-a lungul unor obiecte conductoare. Pacienții care sufereau de boli cum ar fi guta sau durerile de cap erau îndrumați să atingă un pește electric, în speranța că șocul puternic s-ar putea să-i vindece. Probabil cea mai veche și mai apropiată abordare a descoperirii identității fulgerelor, și a electricității din orice altă sursă, este atribuită arabilor, care înainte de secolul al XV-lea aplicaseră cuvântul arab pentru „fulger” (raad), și unor pești electrici.
Culturile antice din jurul Mediteranei știau că anumite obiecte, cum ar fi tijele de chihlimbar, puteau fi frecate de blana pisicii pentru a atrage obiecte ușoare, cum ar fi penele. Thales din Milet a făcut o serie de observații privind electricitatea statică în jurul anului 600 î.e.n., din care el a ajuns să creadă că frecarea făcea chihlimbarul să fie magnetic, spre deosebire de minerale, cum ar fi magnetita, care nu avea nevoie de nicio frecare. Thales se înșela în credința sa că atracția ar fi datorată unui efect magnetic, dar mai târziu știința avea să demonstreze o legătură între magnetism și electricitate. Conform unei teorii controversate, parții ar fi avut cunoștințe de galvanizare⁠(d), după descoperirea în 1936 a bateriei de la Bagdad, care seamănă cu o celulă galvanică, însă este incert dacă artifactul ar fi fost de natură electrică.

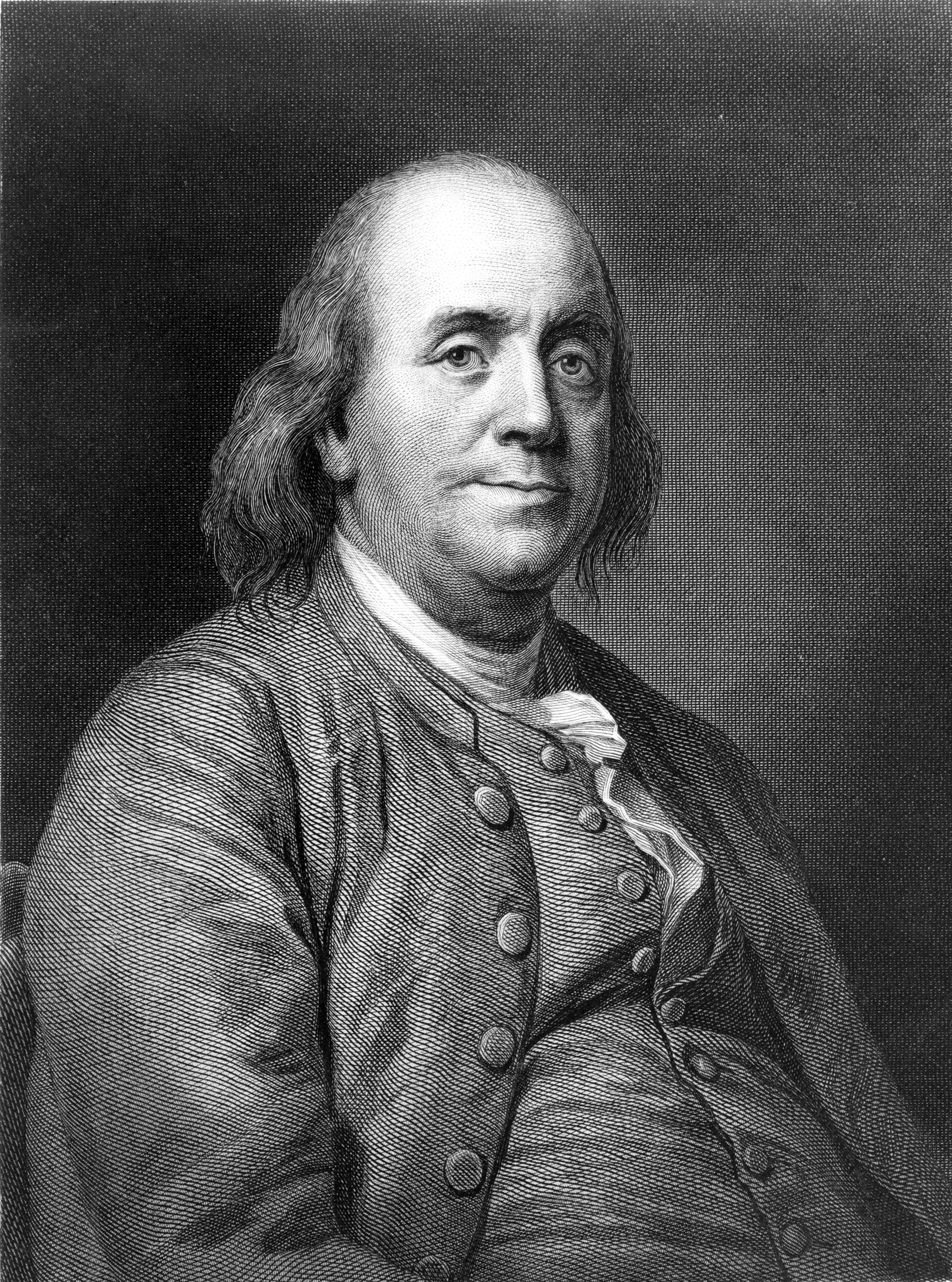
Benjamin Franklin a efectuat cercetări extinse asupra electricității în secolul al XVIII-lea, după cum este documentat de către Joseph Priestley (1767), cu care Franklin desfășurase extins corespondență, în Istoria și starea actuală a electricității.

Electricitatea va rămâne puțin mai mult decât o curiozitate intelectuală timp de milenii, până în 1600, când omul de știință englez William Gilbert a făcut un studiu atent al electricității și magnetismului, făcând distincția între efectul magnetitei și electricitatea statică produsă prin frecarea chihlimbarului. El a inventat cuvântul neolatin⁠(d) electricus („de chihlimbar” sau „al chihlimbarului”, de la ἤλεκτρον, elektron, cuvântul grecesc pentru „chihlimbar”) pentru a denumi proprietatea de a atrage obiecte mici, în urma frecării. Această asociere a dat naștere cuvintelor „electric” și „electricitate”, care au apărut pentru prima dată într-o lucrare tipărită în Pseudodoxia Epidemica⁠(d) de Thomas Browne din 1646.
Alte lucrări au efectuat și Otto von Guericke, Robert Boyle, Stephen Gray și C. F. du Fay. În secolul al XVIII-lea, Benjamin Franklin a efectuat cercetări extinse de electricitate, vânzându-și bunurile pentru a-și finanța activitatea. În iunie 1752, se știe că a atașat o cheie de metal la partea de jos a unui zmeu umezit și că a înălțat zmeul pe vreme noroasă care amenința cu furtuna. O succesiune de scântei sărind de la cheie la podul palmei lui au arătat că fulgerul este într-adevăr de natură electrică. El a explicat, în termeni de electricitate constând atât din sarcini pozitive cât și negative, și comportamentul aparent paradoxal al buteliei de Leyda ca dispozitiv de stocare a unor cantități mari de sarcină electrică.

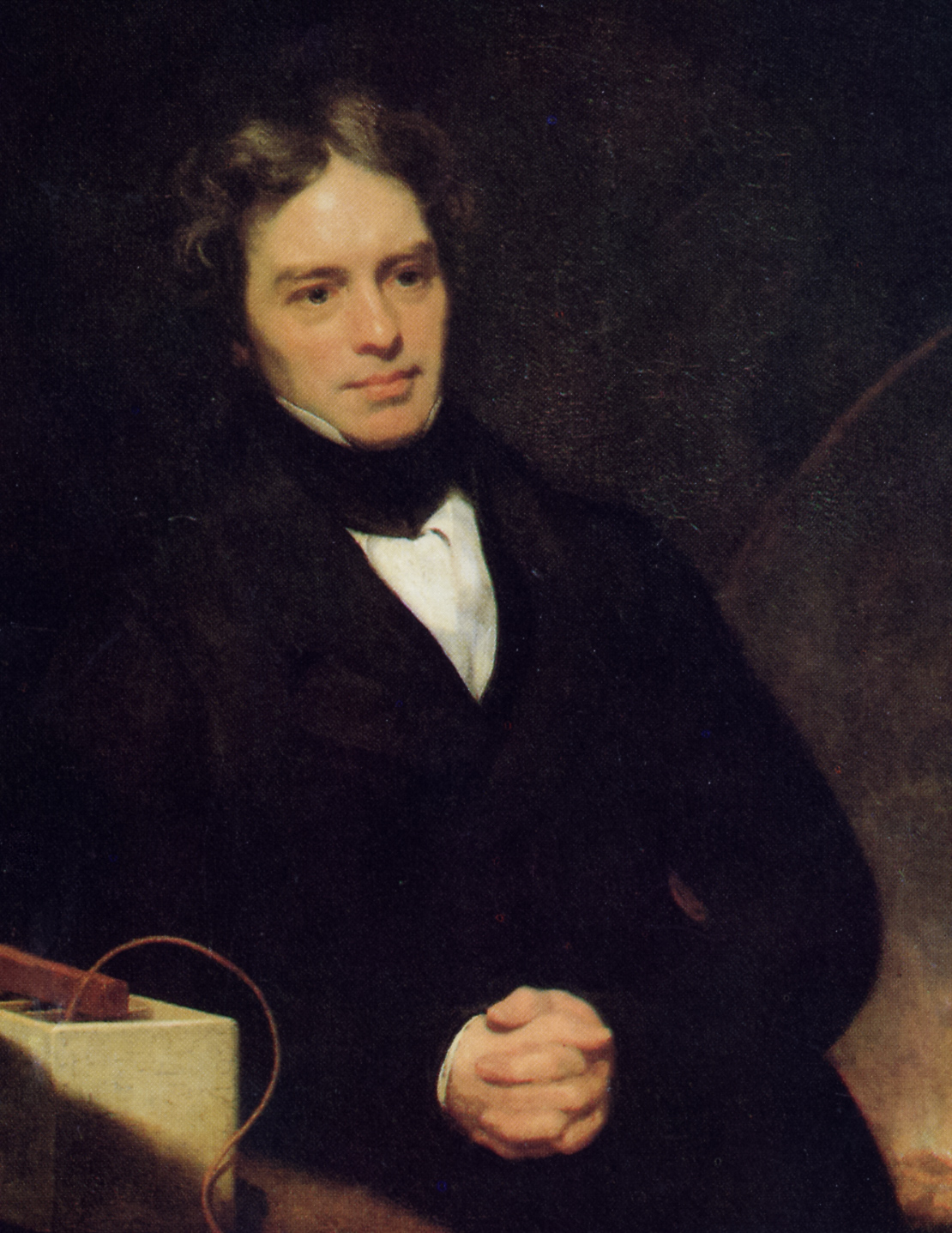
Descoperirile lui Michael Faraday au format fundamentul tehnologiei motoarelor electrice.

În 1791, Luigi Galvani a publicat descoperirea bioelectromagnetismului, care demonstra că energia electrică este mediul prin care neuronii transmit semnale mușchilor. Bateria lui Alessandro Volta, sau pila voltaică, din 1800, realizată din straturi alternative de zinc și de cupru, a oferit oamenilor de știință o sursă mai solidă de energie electrică decât mașinile electrostatice utilizate anterior. Recunoașterea electromagnetismului, adică a unității fenomenelor electrice și magnetice, li se datorează lui Hans Christian Ørsted și lui André-Marie Ampère în 1819–1820; Michael Faraday a inventat motorul electric în 1821, iar Georg Ohm a analizat din punct de vedere matematic circuitul electric în 1827. Electricitatea și magnetismul (și lumina) au fost legate definitiv între ele de către James Clerk Maxwell, în special în lucrarea sa „Despre liniile fizice de forță⁠(d)” din 1861 și 1862.
Începutul secolului al XIX-lea a adus un progres rapid în domeniul științei electrice, dar sfârșitul aceluiași secol a adus și cel mai mare progres în ingineria electrică. Prin oameni ca Alexander Graham Bell, Bláthy Ottó, Thomas Edison, Galileo Ferraris⁠(d), Oliver Heaviside, Ányos Jedlik, William Thomson baron de Kelvin, Charles Algernon Parsons⁠(d), Werner von Siemens, Joseph Swan, Nikola Tesla și George Westinghouse⁠(d), electricitatea s-a transformat dintr-o curiozitate științifică într-un instrument esențial pentru viața modernă, devenind o forță motrice a celei de a Doua Revoluții Industriale⁠(d).
În 1887, Heinrich Hertz:843–844 a descoperit că electrozii iluminați cu lumină ultravioletă creează cu mai multă ușurință scântei electrice⁠(d). În 1905, Albert Einstein a publicat o lucrare care explica datele experimentale din efectul fotoelectric ca fiind consecința faptului că energia luminii este transportată în pachete discret cuantificate, și transferată electronilor. Această descoperire a condus la revoluția cuantică în fizică. Einstein a fost distins cu Premiul Nobel pentru Fizică în 1921, pentru „descoperirea legii efectului fotoelectric”. Efectul fotoelectric este utilizat în fotocelule⁠(d) astfel că poate fi găsit în panouri solare, fiind frecvent utilizat pentru a produce energie electrică în scop comercial.
Primul dispozitiv semiconductor⁠(d) a fost dioda cu contact punctiform⁠(d) folosită pentru prima dată în 1900 în receptoarele radio. Un fir foarte subțire era introdus ușor în contact cu un cristal solid (cum ar fi un cristal de germaniu), în scopul de a detecta un semnal radio prin efectul contactului joncțiunii. Într-o componentă semiconductoare, curentul este mărginit în elemente și compuși solizi proiectați special pentru a-l comuta și amplifica. Fluxul de curent poate fi înțeles în două forme: ca electroni încărcați negativ, și ca lipse de electroni, încărcate pozitiv, numite goluri. Aceste sarcini și goluri sunt înțelese în termeni de fizică cuantică. Materialul de construcție este cel mai adesea un semiconductor cristalin.
Dispozitivele cu semiconductori au devenit o ramură de sine stătătoare după inventarea tranzistorului în 1947. Dispozitive semiconductoare obișnuite sunt tranzistoarele, circuitele integrate, microprocesoarele, și RAM-ul. Un tip specializat de RAM numit flash RAM este folosit în unitățile de stocare USB flash și, mai recent, în solid-state drive-uri care iau locul unitățile de hard disk cu discuri magnetice rotitoare. Dispozitivele semiconductoare au devenit predominante în anii 1950 și 1960, în timpul tranziției de la tuburi vidate la diode, tranzistori, circuite integrate (IC) și LED-uri semiconductoare.

## Concepte

### Sarcina electrică

Sarcina de pe un electroscop cu foiță de aur face ca cele două părți ale foiței să se respingă vizibil una pe alta.

Prezența sarcinii electrice dă naștere la o forță electrostatică: sarcinile electrice exercită o forță una asupra celeilalte, efect care a fost cunoscut, dar nu și înțeles, în antichitate.:457 O bilă ușoară suspendată de un fir poate fi încărcată electric prin atingerea cu o baghetă de sticlă care la rândul ei fusese electrizată prin frecare cu o cârpă. Dacă o bilă similară este electrizată de aceeași baghetă de sticlă, se observă că o respinge pe prima: sarcina electrică acționează pentru a împinge cele două bile fiecare în sens opus celeilalte. La fel, și două bile electrizate cu o tijă de chihlimbar electrizată prin frecare se resping reciproc. Cu toate acestea, dacă o bilă este electrizată cu bagheta de sticlă, iar cealaltă cu tija de chihlimbar, se observă că cele două bile se atrag reciproc. Aceste fenomene au fost investigate în secolul al XVIII-lea de Charles-Augustin de Coulomb, care a dedus că sarcina se manifestă în două forme opuse. Această descoperire a dus la bine-cunoscuta axiomă: obiectele încărcate la fel se resping și cele încărcate opus se atrag.
Forța acționează chiar asupra particulelor încărcate, prin urmare sarcina are tendința de a se răspândi cât mai uniform posibil pe o suprafață conductoare. Modulul forței electromagnetice, fie de atracție, fie de respingere, este dat de legea lui Coulomb, care face legătura între forță și produsul sarcinilor și are o proporționalitate invers-pătratică cu distanța dintre ele.:35 Forța electromagnetică este foarte puternică, fiind depășită doar de interacțiunea tare, dar, spre deosebire de acea forță, ea funcționează pe toate distanțele. În comparație cu mult mai slaba forță gravitațională, forța electromagnetică ce face ca doi electroni să se respingă este de 1042 ori mai puternică decât atracția gravitațională care îi atrage împreună.
Studiile au arătat că originea sarcinii stă în anumite tipuri de particule subatomice care au proprietatea de sarcină electrică. Sarcina electrică generează și interacționează cu forța electromagnetică, una dintre cele patru forțe fundamentale ale naturii. Cei mai cunoscuți purtători de sarcină electrică sunt electronii și protonii. Experimentele au arătat că sarcina se conservă⁠(d), adică sarcina netă într-un sistem izolat va rămâne mereu constantă, indiferent de modificările care au loc în acest sistem. În cadrul sistemului, sarcina poate fi transferată între organele sistemului, fie prin contact direct, fie prin trecerea de-a lungul unui material conductor, cum ar fi un cablu.:2–5 Termenul informal de electricitate statică se referă la prezența netă (sau la „dezechilibrul”) sarcinii pe un 
corp, cauzată, de obicei, atunci când diferite materiale sunt frecate unul de altul, transferând sarcina de la unul la altul.
Sarcinile purtate de electroni și protoni sunt de semne opuse, prin urmare, o cantitate de energie poate fi exprimată ca fiind negativă sau pozitivă. Prin convenție, sarcina transportată de electroni este considerată negativă, și cea transportată de protoni pozitivă, un obicei care a început odată cu opera lui Benjamin Franklin. Cantității de sarcină i se dă, de obicei, simbolul Q și se exprimă în coulombi; fiecare electron poartă aceeași sarcină, de aproximativ -1,6022×10-19 coulombi. Protonul are o sarcină egală și de sens opus, și, astfel, +1,6022×10-19 coulombi. Sarcină electrică are nu doar materia, ci și antimateria, în care fiecare antiparticulă are o sarcină egală și de sens opus particulei corespunzătoare.
Sarcina poate fi măsurată printr-o serie de mijloace, un instrument timpuriu în acest scop fiind electroscopul cu foiță de aur⁠(d), care, deși încă se mai folosește în demonstrații didactice, a fost înlocuit de electrometrul electronic.:2–5

### Curentul electric
Mișcarea sarcinii electrice este cunoscută drept curent electric, intensitatea acestuia fiind de obicei măsurată în amperi. Curentul poate consta din orice particule încărcate aflate în mișcare; cel mai frecvent, acestea sunt electronii, dar orice sarcină în mișcare constituie curent.
Printr-o convenție istorică, un curent pozitiv este definit ca având aceeași direcție de curgere ca sarcinile pozitive pe care le conține, sau că curge dinspre partea cea mai pozitivă dintr-un circuit spre cea mai negativă. Curentul definit în acest mod este numit curent convențional. Mișcarea electronilor încărcați negativ în jurul unui circuit electric, una dintre cele mai cunoscute forme de curent, este astfel considerată pozitivă în sens opus mișcării electronilor. Cu toate acestea, în funcție de condiții, un curent electric poate consta dintr-un flux de particule încărcate⁠(d) în orice direcție, sau chiar în ambele direcții simultan. Convenția pozitiv-negativ este utilizată pe scară largă pentru a simplifica această situație.

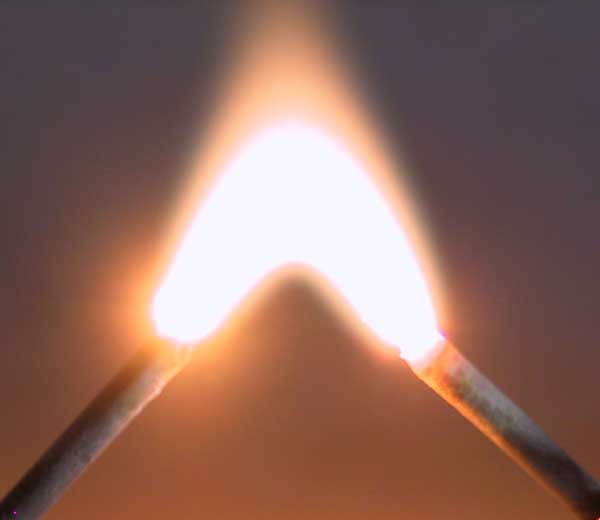
Un arc electric oferă o demonstrație energetică a curentului electric

Procesul prin care trece curentul electric printr-un material se numește conducție electrică, și natura acesteia variază în funcție de particule și materialul prin care se deplasează ele. Exemple de curenți electrici sunt conducția metalică, unde electronii se deplasează printr-un conductor⁠(d), cum ar fi metalul, și electroliza, unde ioni (atomi cu sarcină electrică) curg prin lichide, sau prin plasme cum ar fi scânteile electrice. Chiar dacă particulele se pot deplasa destul de încet, uneori, cu o viteză medie de drift⁠(d) de doar câteva fracțiuni de milimetru pe secundă,:17 partea de câmp electric care le împinge se propagă cu o viteză apropiată de viteza luminii, ceea ce permite semnalelor electrice să treacă rapid de-a lungul firelor.
Curentul provoacă mai multe efecte observabile care au fost în trecut mijloacele de recunoaștere a prezenței sale. Faptul că apa poate fi descompusă de curentul electric dintr-o pilă voltaică a fost descoperit de catre Nicholson⁠(d) și Carlisle⁠(d) la 1800, un proces cunoscut acum sub numele de electroliză. Munca lor a fost extinsă foarte mult de Michael Faraday în anul 1833. Curentul ce trece printr-o rezistență produce o încălzire localizată, efect studiat matematic de James Prescott Joule în 1840.:23–24 Una dintre cele mai importante descoperiri legate de curent a fost făcută accidental de către Hans Christian Ørsted în 1820, când, în timp ce pregătea o prelegere, a observat cum curentul dintr-un fir perturbă acul unei busole magnetice. El a descoperit astfel electromagnetismul, o interacțiune fundamentală între electricitate și magnetism. Nivelul emisiei electromagnetice generate de arcurile electrice este suficient de mare pentru a produce interferențe electromagnetice care pot fi dăunătoare pentru funcționarea echipamentelor adiacente.
În inginerie sau în aplicații de uz casnic, curentul este adesea descris ca fiind fie curent continuu (CC), fie curent alternativ (AC). Acești termeni se referă la felul în care curentul variază în timp. Curentul continuu, produs de exemplu de o baterie și necesar celor mai multe dispozitive electronice, este un flux unidirecțional de la partea pozitivă a unui circuit spre cea negativă.:11 Dacă, așa cum este cel mai frecvent, acest flux este efectuat de către electroni, el se va deplasa în direcția opusă. Curentul alternativ este orice curent care inversează direcția în mod repetat; aproape întotdeauna aceasta are formă de undă sinusoidală.:206–207 Curentul alternativ pulsează, astfel, înainte și înapoi printr-un conductor fără ca sarcina să parcurgă vreo distanță netă de-a lungul timpului. Valoarea medie în timp a unui curent alternativ este zero, dar acesta oferă energie mai întâi în prima direcție, și apoi invers. Curentul alternativ este afectat de proprietăți electrice care nu se observă în starea staționară a curentului continuu, cum ar fi inductanța și capacitatea.:223–225 Aceste proprietăți pot deveni însă importante atunci când circuitul este supus regimului tranzitoriu, cum ar fi în momentul când este pus în funcțiune.

### Câmpul electric
Conceptul de câmp electric a fost introdus de către Michael Faraday. Un câmp electric este creat de un corp încărcat electric, în spațiul care-l înconjoară, și are ca rezultat o forță exercitată asupra oricărei alte sarcini introduse în câmp. Câmpul electric acționează între două sarcini într-un mod similar cu modul în care câmpul gravitațional acționează între două mase, și se extinde, astfel, spre infinit, prezentând o proporționalitate invers-pătratică cu distanța. Cu toate acestea, există o diferență importantă. Gravitația acționează întotdeauna în sensul atracției, atrăgând două mase una spre cealaltă, în timp ce câmpul electric poate duce fie la atracție, fie la respingere. Deoarece corpurile mari, cum ar fi planetele, nu poartă, în general, o sarcină netă, câmpul electric la distanță este de obicei zero. Astfel, gravitația este forța dominantă la distanță în univers, deși este mult mai slabă.

Liniile de câmp care provin de la o sarcină pozitivă deasupra unui plan conductor

În general, un câmp electric variază în spațiu, și intensitatea sa în orice punct este definită ca forța (pe unitatea de sarcină), care ar fi resimțită de o particulă staționară și neglijabilă de sarcină, dacă ar fi plasată în acel punct.:469–470 Sarcina conceptuală numită „sarcină de test⁠(d)”, trebuie să fie punctiformă pentru a împiedica propriul câmp electric să perturbe câmpul principal și trebuie să fie și staționară pentru a preveni efectul câmpurilor magnetice. Deoarece câmpul electric este definit în termeni de forță, iar forța este un vector, rezultă că câmpul electric dintr-un punct este și un vector, având magnitudine⁠(d) și direcție⁠(d). Ca urmare, configurația în spațiu a acestor vectori constituie un câmp vectorial.:469–470
Studiul câmpurilor electrice create de sarcini staționare poartă numele de electrostatică. Câmpul poate fi vizualizat printr-un set de linii imaginare ale căror direcție în orice punct este cea a câmpului. Acest concept a fost introdus de către Faraday, al căror termen „linii de forță⁠(d)” încă mai este uneori utilizat. Liniile de câmp sunt traiectoriile pe care o sarcină pozitivă punctiformă le-ar urma în timp ce ar fi forțată să se deplaseze prin câmp; ele sunt însă un concept imaginar, fără existență fizică, și câmpul pătrunde prin tot spațiul dintre linii. Liniile de câmp care provin din sarcini staționare au mai multe proprietăți-cheie: în primul rând, ele provin de la sarcini pozitive și se termină în sarcini negative; în al doilea rând, acestea trebuie să pătrundă în orice bun conductor în unghi drept, și în al treilea rând, ele nu pot traversa și nici nu se pot termina în ele însele.:479
Un corp conductor gol pe dinăuntru poartă toată sarcina pe suprafața sa exterioară. Câmpul este, prin urmare, zero în toate punctele din interiorul corpului.:88 Aceasta este principiul de funcționare al cuștii Faraday⁠(d), un înveliș metalic conductor care izolează interiorul său de efectele electrice din afară.
Principiile electrostaticii sunt importante atunci când se proiectează echipamente de înaltă tensiune⁠(d). Există o limită finită a intensității câmpului electric la care poate rezista un mediu. Dincolo de acest punct, apare un efect de avalanșă și se formează un arc electric între părțile încărcate. Aerul, de exemplu, tinde să facă arc peste spații mici la intensități de câmp electric care depășesc 30 kV pe centimetru. Peste spații mai mari, intensitatea de avalanșă este mai slabă, poate de 1 kV pe centimetru. Cel mai vizibil fenomen natural de acest fel este fulgerul, cauzat atunci când sarcinile devin izolate în nori de coloane ascendente de aer, și câmpul electric în aer crește în intensitate mai mult decât poate aerul rezista ca izolator. Tensiunea electrică într-un nor mare de fulgere poate fi de până la 100 MV și energiile descărcărilor electrice pot ajunge la 250 kWh.
Intensitatea câmpului este puternic afectată de obiectele conductoare din apropiere, și este deosebit de intensă atunci când este forțată să se curbeze brusc în jurul unor obiecte ascuțite. Acest principiu este exploatat de paratrăsnete, vârfuri ascuțite, care acționează pentru a încuraja trăsnetele să lovească acolo, mai degrabă decât în clădirea pe care servesc spre a o proteja.:155

### Potențialul electric

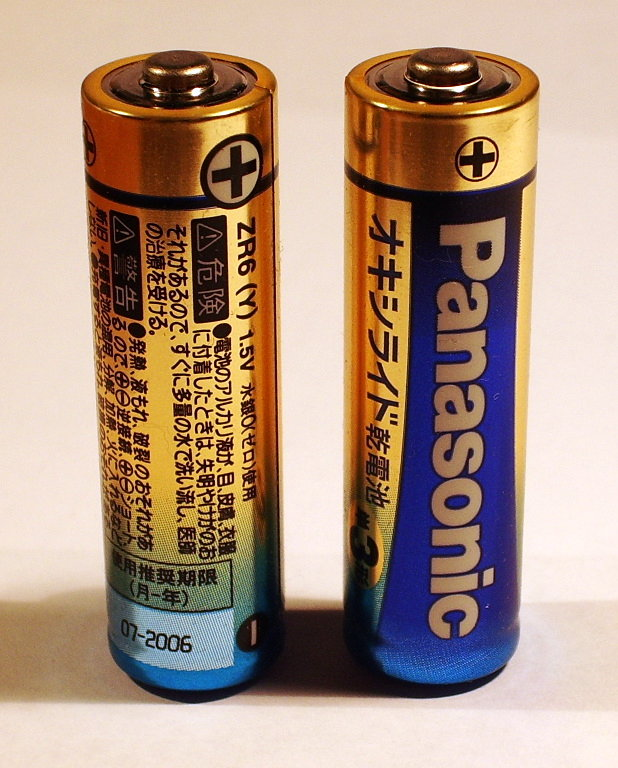
O pereche de baterii AA. Semnul + indică polaritatea diferenței de potențial între bornele bateriei.

Conceptul de potențial electric este strâns legat de cel de câmp electric. Asupra unei mici sarcini electrice plasate într-un câmp electric acționează o forță, și aducerea acestei sarcini până în acel punct împotriva acelei forței necesită lucru mecanic. Potențialul electric în orice punct este definit ca fiind energia necesară pentru a duce o sarcină unitară de test de la o distanță infinită până în acel punct. Aceasta este, de obicei măsurată în volți, și un volt este potențialul pentru care trebuie efectuat un joule de lucru mecanic trebuie să fie cheltuit pentru a aduce o sarcină de un coulomb de la infinit.:494–498 Această definiție a potențialului, deși formală, are puține aplicații practice, și conceptul mult mai util este acela de diferență de potențial electric, care este energia necesară pentru a muta o unitate de sarcină între două puncte specificate. Un câmp electric are o proprietate specială, care este conservativă, ceea ce înseamnă că traiectoria urmată de sarcina de test este irelevantă: pe toate drumurile între două puncte specificate se cheltuiește la fel de multă energie, și, astfel, se poate preciza o valoare unică pentru diferența de potențial.:494–498 Voltul este atât de puternic identificat ca unitate pentru măsurarea și descrierea diferenței de potențial electric încât în viața de zi cu zi se folosește și termenul de „voltaj”.
Pentru scopuri practice, este util a defini un punct de referință comun față de care să se exprime potențialul. Deși acest lucru ar putea fi la infinit, un punct de referință mult mai util este Pământul însuși, care se presupune a avea același potențial electric peste tot. Acest punct de referință ia în mod natural numele de „pământ”. Pământul se presupune a fi o sursă infinită de cantități egale de sarcini pozitive și negative, și, prin urmare, este considerat a fi neîncărcat electric—și neîncărcabil.
Potențialul electric este o mărime scalară⁠(d), care are doar magnitudine și ni și direcție. Acesta poate fi privit ca analog înălțimii: cum un obiect lansat va cădea printr-o diferență de înălțimi cauzate de un câmp gravitațional, la fel și o sarcină va „cădea” printr-o diferență de potențial cauzată de un câmp electric. Cum hărțile fizice prezintă curbe de nivel care unesc punctelor de egală altitudine, se poate trasa și un set de curbe de nivel ale punctelor de potențial egal (cunoscute drept echipotențiale⁠(d)) în jurul unui obiect încărcat electrostatic. Echipotențialele intersectează toate liniile de forță în unghiuri drepte. Ele se află și paralel cu suprafața unui conductor⁠(d), altfel s-ar produce o forță care ar muta purtătorii de sarcină pentru a egaliza potențialul suprafeței.
Câmpul electric era formal definit ca forță exercitată pe unitatea de sarcină, dar conceptul de potențial permite o definiție echivalentă mai utilă: câmpul electric este gradientul local al potențialului electric. De obicei exprimată în volți pe metru, direcția vectorului câmp este linia cu cea mai mare pantă de potențial, și locul în care echipotențiale sunt cel mai aproape unele de altele.:60

### Electromagneți

Câmpul magnetic face cercuri în jurul unui curent

Descoperirea lui Ørsted din 1821 că un câmp magnetic există în jurul tuturor părților unui cablu prin care trece un curent electric indică o relație directă între electricitate și magnetism. Mai mult decât atât, interacțiunea părea diferită cea gravitațională și de forțele electrostatice, cele două forțe ale naturii cunoscute pe atunci. Forța pe acul busolei nu-l direcționa în sensul sau împotriva deplasării curentului prin fir, ci acționat la unghi drept. Cuvintele ușor obscure ale lui Ørsted au fost că „conflictul electric acționează în mod rotativ”. Forța depinde și de direcția curentului, pentru că, dacă fluxul ar fi inversat, atunci și forța s-ar inversa.
Ørsted nu a înțeles pe deplin descoperirea lui, dar a observat că efectul este reciproc: un curent exercită o forță asupra unui magnet, și un câmp magnetic exercită o forță asupra unui curent. Fenomenul a fost investigat în continuare de Ampère, care a descoperit că două conductoare paralele prin care circulă curent exercită o forță unul asupra celuilalt: două fire ce conduc curenți de același sens sunt atrase unul de celălalt, în timp ce firele care transportă curenți de sensuri opuse se resping. Interacțiunea este mediată de câmpul magnetic pe care fiecare curent îl produce și formează baza definiției amperului în sistemul internațional.

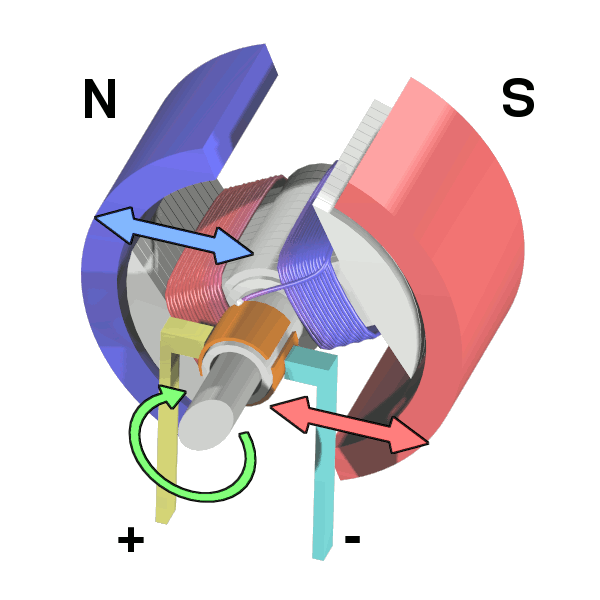
Motorul electric exploatează un important efect al electromagnetismului: asupra unui curent, într-un câmp magnetic acționează o forță perpendiculară pe câmpul electric și pe curent.

Această relație dintre câmpul magnetic și curent este extrem de importantă, pentru că a condus la inventarea de către Michael Faraday a motorului electric în 1821. Motorul omopolar⁠(d) al lui Faraday constat dintr-un magnet permanent așezat într-un bazin de mercur. Un curent era trecut printr-o sârmă suspendată de un pivot deasupra magnetului și muiată în mercur. Magnetul exercita o forța tangențială asupra firului, făcându-l să se miște în cerc în jurul magnetului cât timp era menținut curentul.
Experimentele lui Faraday din 1831 au arătat că un fir în mișcare perpendiculară pe un câmp magnetic dezvoltă o diferență de potențial între capetele sale. O analiză ulterioară a acestui proces, cunoscut sub numele de inducție electromagnetică, i-a permis să enunțe principiul, cunoscut acum sub numele de legea inducției electromagnetice a lui Faraday, că diferența de potențial indusă într-un circuit închis este proporțională cu viteza de variație a fluxului magnetic prin buclă. Exploatarea acestei descoperiri i-a permis să inventeze primul generator electric în 1831, în care se convertea energia mecanică a unui disc de cupru aflat în rotație în energie electrică. Discul lui Faraday⁠(d) era ineficient și inutil ca generator practic, dar el a arătat posibilitatea de a genera energie electrică cu ajutorul magnetismului, posibilitate care i-a inspirat pe cei care au i-au continuat munca.

### Electrochimie

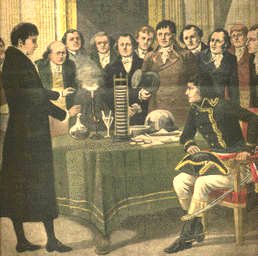
fizicianul italian Alessandro Volta prezintă "bateria" sa împăratului francez Napoleon Bonaparte în secolul al XIX-lea.

Posibilitatea reacțiilor chimice de a produce energie electrică, și abilitatea inversă a energiei electrice de a provoca reacții chimice are o gamă largă de utilizări.
Electrochimia a fost întotdeauna o parte importantă a electricității. De la inventarea pilei fotovoltaice, celulele electrochimice au evoluat în mai multe tipuri diferite de baterii, galvanizatoare și celule de electroliză. Aluminiul este produs în cantități mari în acest fel, și multe dispozitive portabile sunt alimentate cu curent electric cu ajutorul bateriilor reîncărcabile.

### Circuite electrice

Un circuit electric elementar. V pe stânga conduce un curent am in jurul circuitului, livrarea energiei electrice în rezistorul R. De la rezistor, curentul se întoarce la sursă, completând circuitul.

Un circuit electric este o interconectare a componentelor electrice astfel încât sarcina electrică să curgă de-a lungul unui traseu închis (un circuit), de obicei pentru a efectua unele acțiuni utile.
Componentele într-un circuit electric pot lua multe forme, între care elemente ar fi rezistențe, condensatori, comutatoare, transformatoare și dispozitive electronice. Circuitele electronice conțin componente active, de regulă semiconductori, și prezintă de obicei comportament neliniar⁠(d), care necesită analiză complexă. Cele mai simple componente electrice sunt cele denumite pasive și liniare⁠(d): în timp ce pot stoca temporar energie, ele nu conțin surse ale acesteia, și prezintă un răspuns liniar la stimuli.:15–16
Rezistorul este, probabil, cel mai simplu element pasiv de circuit: după cum sugerează și numele, el se opune curentului care trece prin el, disipând energia sub formă de căldură. Rezistența este o consecință a mișcării sarcinilor printr-un conductor: în metale, de exemplu, rezistența se datorează în primul rând ciocnirilor dintre electroni și ioni. Legea lui Ohm este o lege de bază a teoriei circuitelor, care afirmă că trecerea curentului electric printr-un rezistor este direct proporțională cu diferența de potențial de la bornele lui. Rezistența celor mai multe materiale este relativ constantă într-un interval de temperaturi și curenți; materiale în aceste condiții sunt denumite materiale ohmice. Ohmul, unitatea de măsură a rezistenței, a fost numită în onoarea de Georg Ohm, și este simbolizată prin litera grecească Ω. 1 Ω este rezistența care va produce o diferență de potențial de un volt, ca răspuns la un curent de un amper.:30–35
Condensatorul este o dezvoltare a buteliei de Leyda și este un dispozitiv care poate stoca sarcină electrică, și, astfel, poate stoca energie electrică într-un câmp electric rezultat. Ea se compune din două plăci conductoare separate de un strat subțire de dielectric⁠(d); în practică, foi subțiri de metal sunt rulate împreună, crescând suprafața pe unitatea de volum și, prin urmare, și capacitatea. Unitatea de măsură capacității se numește farad, după Michael Faraday, și are simbolul F: un farad este capacitatea care dezvoltă o diferență de potențial de un volt, atunci când stochează o sarcină de un coulomb. Un condensator conectat la o sursă de tensiune provoacă la început un curent, deoarece acumulează sarcină; acest curent va scădea însă în timp, pe măsură ce condensatorul se umple, în cele din urmă ajungând la zero. Un condensator, prin urmare, nu permite trecerea unui curent continuu, ci îl blochează.:216–220
Inductorul este un conductor, de obicei, o bobină de sârmă, care stochează energia într-un câmp magnetic, ca răspuns la curentul trecut prin el. Când curentul se schimbă, câmpul magnetic se schimbă și el, și induce o tensiune la capetele conductorului. Tensiunea indusă este proporțională cu viteza de variație⁠(d) a curentului. Constanta de proporționalitate este numită inductanță. Unitatea de inductanță este henry, numit dupa Joseph Henry, un contemporan al lui Faraday. Un Henry este inductanța care induce o diferență de potențial de un volt dacă curentul prin acesta variază cu viteza de un amper pe secundă. Comportamentul inductorului este în unele privințe analog celui al condensatorului: permite trecerea liberă a unui curent continuu, dar se opune schimbării sale rapide.:226–229

### Puterea electrică
Puterea electrică este viteza cu care energia electrică este transferată de către un circuit electric. În SI, unitatea pentru putere este wattul, un joule pe secundă.
Puterea electrică, la fel ca puterea mecanică, este viteza de producere a lucrului mecanic⁠(d), măsurată în wați, și reprezentată cu litera P. Puterea electrică în wați produsă de un curent electric I , constând dintr-o sarcină de Q coulombi care trec în fiecare t secunde printr-o diferență de potențial electric (tensiune)  V este
{\displaystyle P={\text{lucru mecanic pe unitatea de timp}}={\frac {QV}{t}}=IV\,}
unde
Q este sarcina electrică în coulombi
t este timpul în secunde
I este curentul electric în amperi
V este potențialul electric sau tensiunea în volți
Generarea de energie electrică se realizează adesea cu generatoare electrice, dar poate fi furnizată și de surse chimice, cum ar fi bateriile electrice sau altele dintr-o mare varietate de surse de energie. Energia electrică este, în general, furnizată de companii și de case prin industria energiei electrice⁠(d). Energia electrică se vinde de obicei la kilowatt-oră⁠(d) (unitate non-SI egală cu 3,6 MJ), adică produsul dintre puterea în kilowați înmulțită cu timpul de funcționare în ore. Companiile de distribuție a energiei electrice măsoară cantitatea de energie consumată cu ajutorul contoarelor de energie electrică⁠(d), care contabilizează totalul energiei electrice livrate către un client. Spre deosebire de combustibilii fosili, energia electrică este o formă de energie de entropie joasă și poate fi transformată în mișcare sau în multe alte forme de energie, cu randament ridicat.

### Electronice

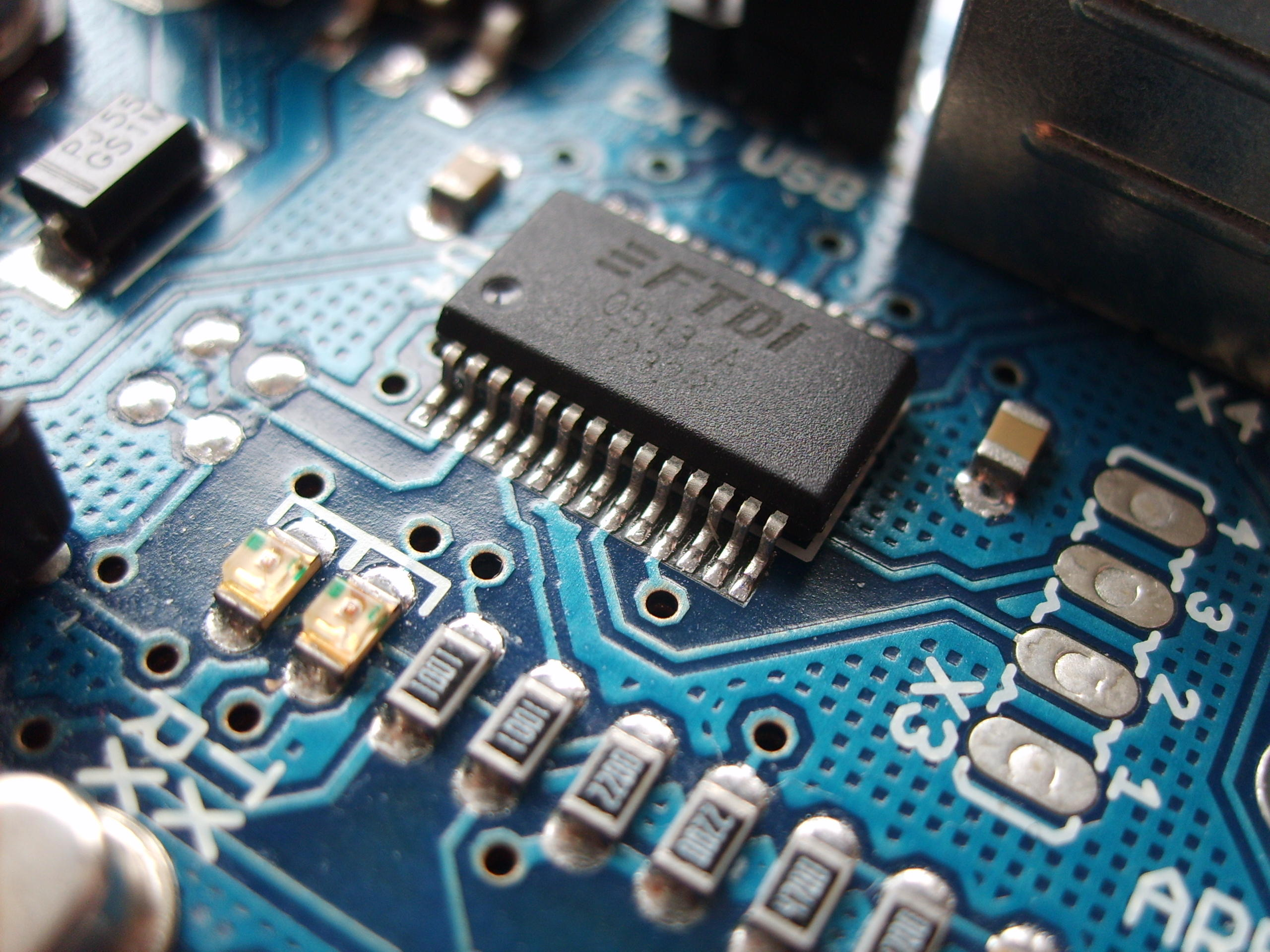
Componente electronice cu montare pe suprafață

Electronica studiază circuite electrice care implică componente electrice active cum ar fi tuburi, tranzistoare, diode și circuite integrate, și tehnologiile de interconectare a acestora cu componente pasive. Comportamentul neliniar⁠(d) al componentelor active și capacitatea lor de a controla fluxurile de electroni face posibilă amplificarea semnalelor slabe, astfel dispozitivele electronice fiind utilizate pe scară largă în prelucrarea informației⁠(d), telecomunicații și prelucrarea semnalelor. Capacitatea dispozitivelor electronice de a acționa drept comutatoare face posibilă prelucrarea digitală a informației. Tehnologiile de interconectare, cum ar fi plăcile de circuit, tehnologia de împachetare, precum și alte variate forme de infrastructură de comunicații completează funcționalitatea circuitelor și transformă componentele mixte într-un sistem funcțional.
Astăzi, cele mai multe dispozitive electronice folosesc componente semiconductoare pentru a efectua controlul electronilor. Studiul dispozitivelor semiconductoare și a tehnologiilor aferente, este considerat o ramură a fizicii solidului, în vreme ce proiectarea și construcția circuitelor electronice pentru a rezolva probleme practice intră în sfera ingineriei electronice.

### Undă electromagnetică
Opera lui Faraday și a lui Ampère a arătat că un câmp magnetic variabil în timp acționează ca sursă de câmp electric, și că un câmp electric variabil în timp este sursă de câmp magnetic. Astfel, atunci când un astfel de câmp variază în timp, atunci se induce un câmp de celălalt tip.:696–700 Un astfel de fenomen are proprietăți de undă, și este în mod natural denumit undă electromagnetică. Undele electromagnetice au fost analizate teoretic de către James Clerk Maxwell în anul 1864. Maxwell a dezvoltat un set de ecuații care descrie fără echivoc relația dintre câmpul electric, câmpul magnetic, sarcina electrică și curentul electric. El a demonstrat și că un astfel de undă s-ar deplasa neapărat cu viteza luminii, și, astfel, lumina în sine este o formă de radiație electromagnetică. Legile lui Maxwell, care unifică lumina, câmpurile și sarcina electrică sunt unul dintre marile repere ale fizicii teoretice.:696–700
Astfel, activitatea multor cercetători a permis utilizarea electronicelor pentru a converti semnalele în curenți electrici oscilanți de înaltă frecvență și, prin intermediul unor conductoare de formă corespunzătoare, să transmită și să recepționeze aceste semnale prin unde radio pe distanțe foarte lungi.

## Producție și utilizări

### Generarea și transmiterea

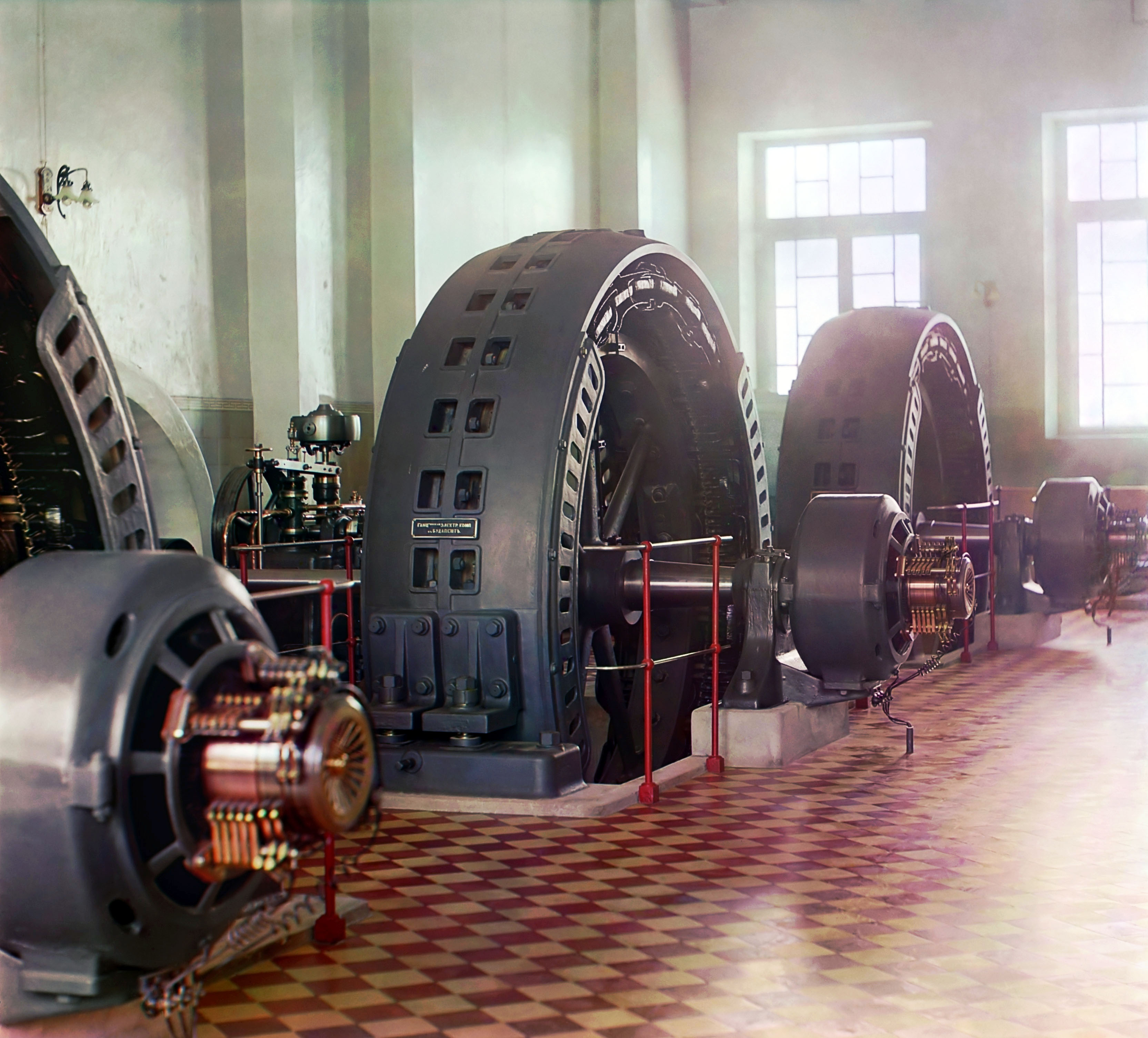
Alternator de la începutul secolului al XX-lea, produs la Budapesta, Ungaria, în sala de generare de electricitate a unei hidrocentrale (fotografie de, 1905–1915).

În secolul al VI-lea î.e.n., filozoful grec Thales din Milet a experimentat cu tije de chihlimbar și aceste experimente au fost primele studii în producția de energie electrică. Deși această metodă, acum cunoscută sub numele de efect triboelectric, poate ridica obiecte ușoare și genera scântei, ea este extrem de ineficientă. Abia odată cu inventarea pilei voltaice în secolul al XVIII-lea a devenit disponibilă o sursă viabilă de energie electrică. Pila voltaică, și urmașul ei modern, acumulatorul electric, stochează energia sub formă chimică și o face disponibilă la cerere, sub formă de energie electrică. Bateria este o formă comună și versatilă de sursă de energie, ideală pentru multe aplicații, dar cantitatea de energie ce poate fi stocată este limitată, și o dată descărcată, trebuie eliminată sau reîncărcată. Pentru cereri mari, energia electrică trebuie să fie generată și transmisă continuu pe pentru linii de transmisie conductoare.
Energia electrică se generează de obicei cu generatoare electro-mecanice acționate de aburi produși din arderea combustibililor fosili, sau de căldura eliberată prin reacții nucleare; sau din alte surse, cum ar fi energia cinetică extrasă din vânt sau din apele curgătoare. Turbina cu aburi modernă, inventată de Sir Charles Parsons⁠(d) în 1884 generează astăzi aproximativ 80 la sută din energia electrică din lume, folosind o varietate de surse de căldură. Astfel de generatoare nu se aseamănă deloc cu discul generator omopolar al lui Faraday din 1831, dar se bazează pe același principiu electromagnetic că un conductor aflat într-un câmp magnetic variabil induce o diferență de potențial la capetele sale. Inventarea în secolul al XIX-lea a transformatorului a însemnat că energia electrică poate fi transmisă mai eficient la tensiuni mai mari, dar cu curenți mai mici. Transmisia electrică eficientă a însemnat la rândul său, că energia electrică poate să fie generată în centrale electrice, unde beneficiază de economia de scară, și apoi să fie expediată la distanțe relativ mari acolo unde este nevoie de ea.

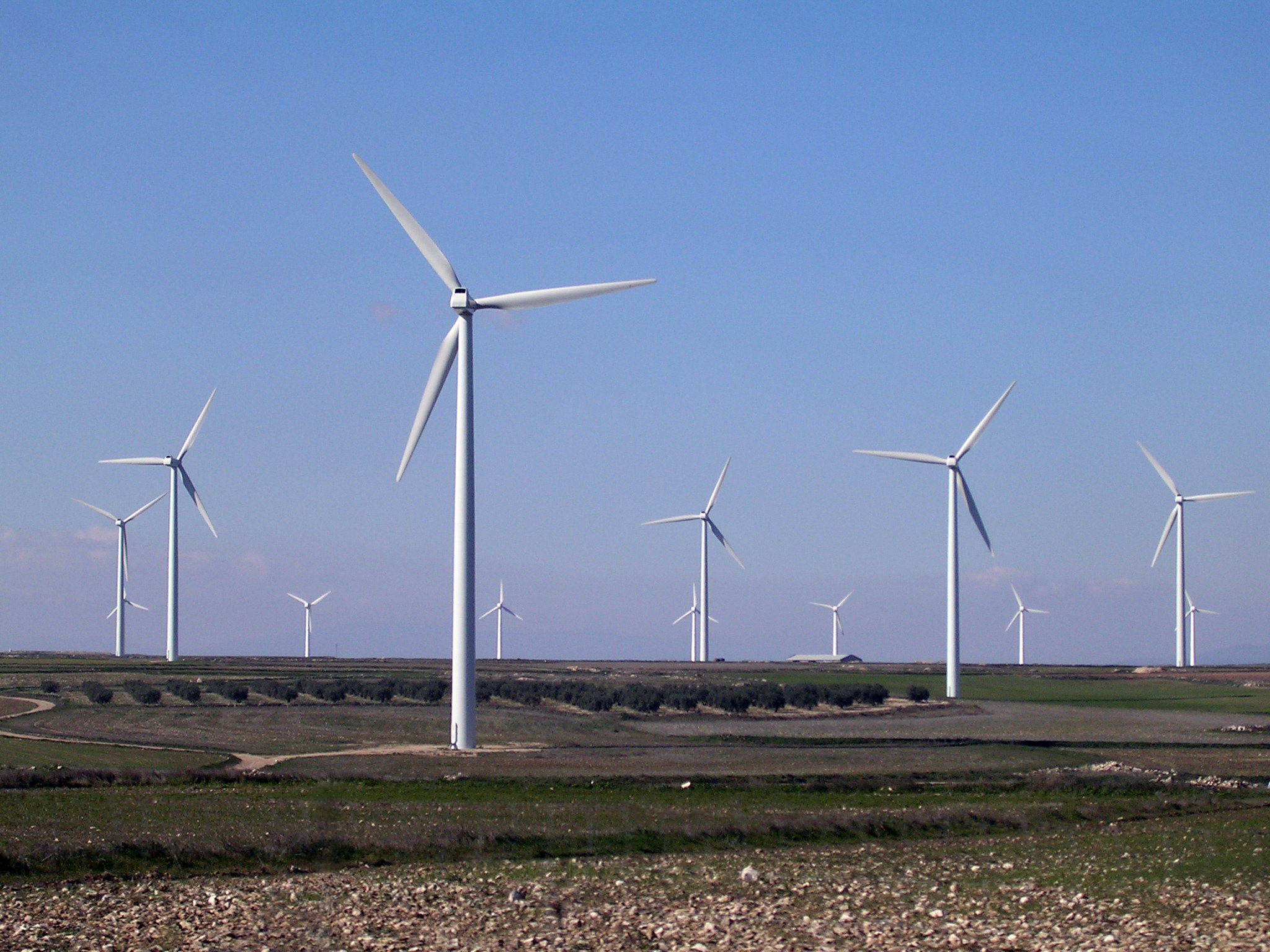
Energia eoliană este de importanță crescândă în multe țări

Întrucât energia electrică nu poate fi ușor stocată în cantități suficient de mari pentru a satisface cererile de pe o scară națională, în permanență trebuie produsă exact atât de multă cât se consumă. Acest lucru necesită ca companiile de electricitate să facă previziuni atente ale consumului de energie, și să mențină o constantă coordonare cu stațiile de alimentare. O anumită capacitate de generare trebuie să fie întotdeauna ținută în rezervă pentru a amortiza o rețea electrică împotriva inevitabilelor perturbări și pierderi.
Cererea de energie electrică crește cu o mare rapiditate, pe masură ce o țară se modernizează și economia ei se dezvoltă. Statele Unite au prezentat o creștere de 12% a cererii în fiecare an din primele trei decenii ale secolului al XX-lea, o rată de creștere pe care o experimentează economii emergente, precum India sau China. Din punct de vedere istoric, rata de creștere a cererii de energie electrică a depășit cea pentru alte forme de energie.:16
Problemele de mediu cu generarea de energie electrică⁠(d) au condus la o mai mare concentrare asupra producției de energie din surse regenerabile, în special din surse eoliene și din hidrocentrale. Deși este de așteptat să continue dezbaterea pe tema impactului pe care îl au asupra mediului diferite mijloace de producție de energie electrică, forma finală este relativ curată.:89

### Aplicații

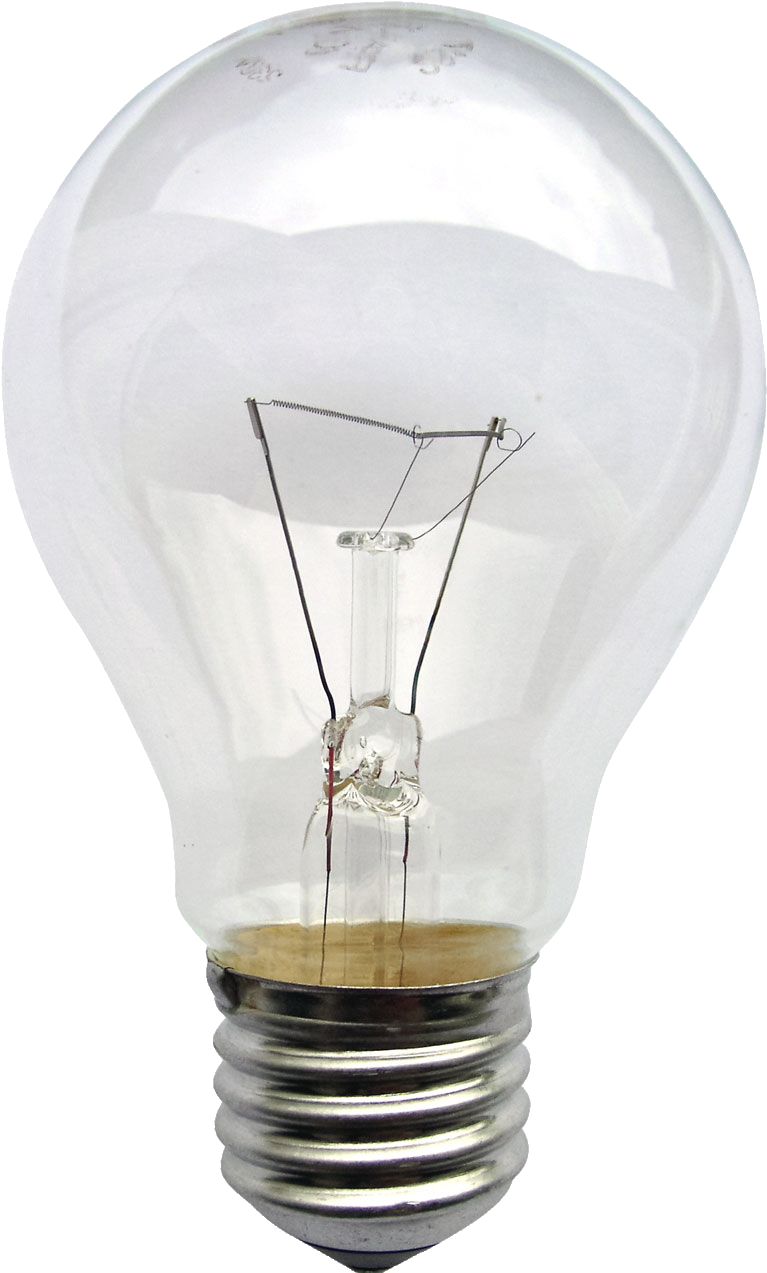
Becul, o aplicație timpurie a energiei electrice, funcționează prin : trecerea curentului prin rezistenta generatoare de căldură

Electricitatea este un mod foarte convenabil de a transfera energie, și a fost adaptat la un număr uriaș, și în creștere, de utilizări. Inventarea becului incandescent practic în 1870 a făcut ca iluminarea⁠(d) să devină una dintre primiele aplicații ale energiei electrice la dispoziția publicului. Deși electrificarea a adus cu ea pericolele sale, înlocuirea flăcării de gaz în iluminat a redus foarte mult pericolele de incendiu în case și fabrici. Au fost înființate companii de utilități publice în mai multe orașe special pentru iluminat.
Încălzirea prin efect Joule-Lenz⁠(d) utilizată în becurile cu filament incandescent este utilizată mai directă în încălzirea electrică⁠(d). Deși este versatil și controlabil, procedeul poate fi văzut și ca o risipă, deoarece mare parte din centralele care generează energie electrică produc deja căldură la sursă. Mai multe țări, precum Danemarca, au emis o legislație care restricționează sau interzice utilizarea de mijloace electrice rezistive de încălzire în clădiri noi. Energia electrică este, totuși, o sursă de energie extrem de practică pentru încălzire și refrigerare⁠(d), aparatele de aer condiționat/pompele de căldură reprezentând un sector în creștere pentru cererea de energie electrică pentru încălzire și răcire, ale căror efecte unitățile de energie electrică sunt tot mai mult obligate să le satisfacă.
Energia electrică este folosită în telecomunicații, și într-adevăr telegraful electric⁠(d), demonstrat din punct de vedere comercial în 1837 de către Cooke⁠(d) și Wheatstone, a fost unul dintre primele sale aplicații. După construcția primului sistem de telegraf intercontinental⁠(d), și apoi transatlantic în anii 1860, electricitatea au permis comunicația în câteva minute pe tot globul. Fibra optică și comunicația prin satelit au preluat o cotă de piață pentru sistemele de comunicații, dar electricitatea, rămâne o parte esențială a procesului.
Efectele electromagnetismului sunt cel mai vizibil folosite în motoarele electrice, care oferă un mijloc curat și eficient de propulsie. Unui motor staționar, cum ar fi un troliu⁠(d), i se poate atașa cu ușurință o sursă de putere, dar un motor care se mișcă împreună cu vehiculul deplasat, cum ar fi un vehicul electric, este obligatoriu să fie transportat împreună cu o sursă de alimentare cum ar fi o baterie, sau să colecteze curent de la un contact glisant, cum ar fi un pantograf. Electricitatea este utilizată și pentru a alimenta mijloacele de transport public, inclusiv autobuze și trenuri electrice.

Aparatele electronice folosesc tranzistorul, probabil, una dintre cele mai importante invenții ale secolului al XX-lea, și un bloc fundamental al tuturor circuitelor moderne. Un circuit integrat modern poate conține mai multe miliarde de tranzistoare miniaturizate într-o regiune de doar câțiva centimetri pătrați.

## Electricitatea în natură

### Efecte fiziologice
O tensiune aplicată unui corp uman provoacă un curent electric prin țesuturi, și, deși relația nu este liniară, cu cât mai mare tensiunea, cu atât mai mare curentul. Pragul de percepție variază cu frecvența sursei și cu calea de curent, dar este de aproximativ 0,1 mA și 1 mA pentru electricitatea din prize, deși chiar și un curent de un microamper poate fi detectat ca o electrovibrație⁠(d) în anumite condiții. Dacă curentul este suficient de mare, aceasta provoacă contracții musculare, fibrilații⁠(d) ale inimii și arsuri de țesut. Lipsa oricărui semn vizibil că un conductor este electrificat face ca energia electrică să fie relativ periculoasă. Durerea cauzată de un șoc electric poate fi intensă, ceea ce face ca energie electrică să fie uneori utilizată ca metodă de tortură. Moartea cauzată de un șoc electric este denumită ca electrocutare. Electrocutarea este încă mijloc de execuție, în unele jurisdicții, deși utilizarea sa a devenit mai rară în ultima vreme.

### Fenomene electrice în natură

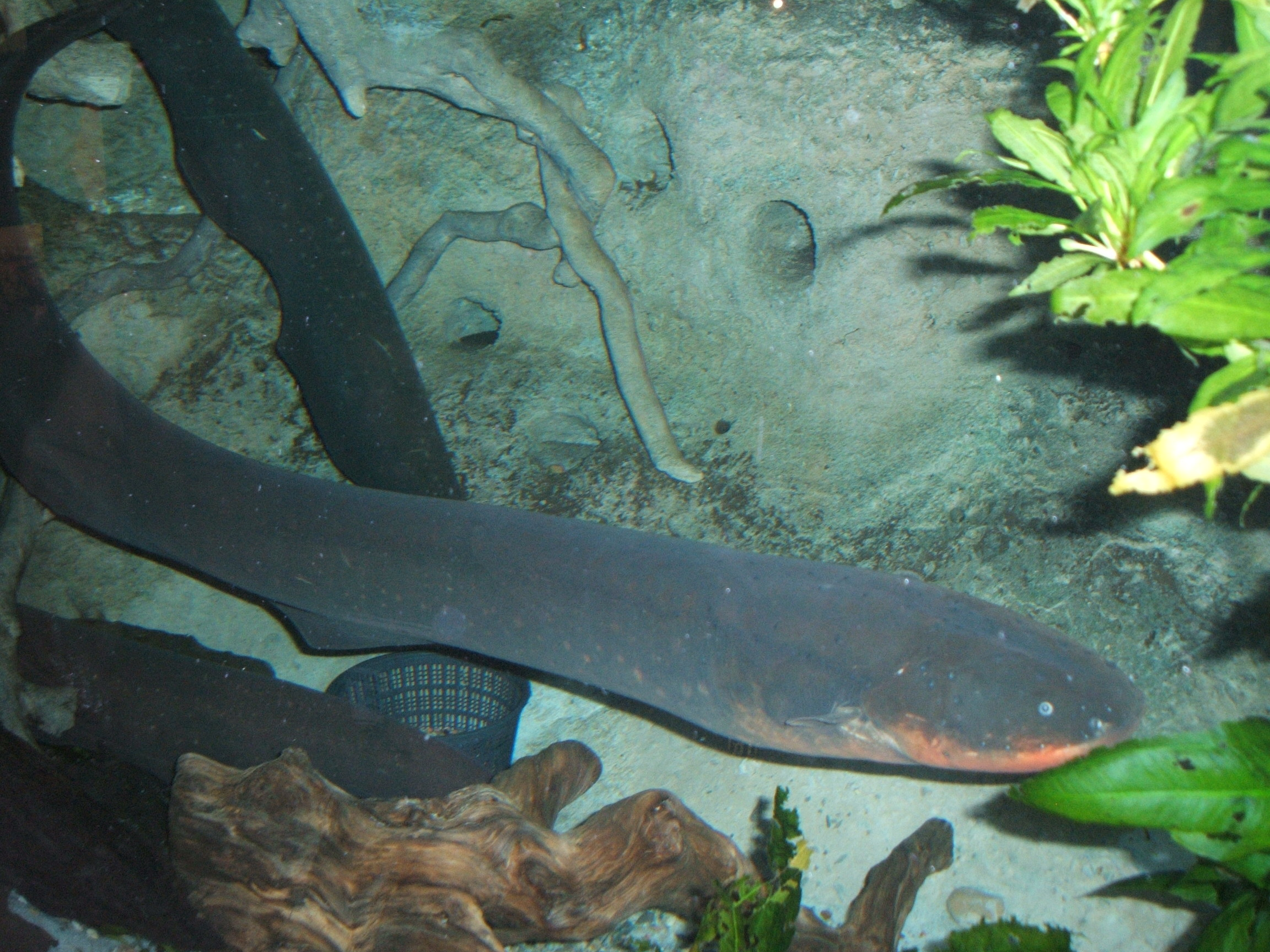
Țiparul electric, Electrofor electricus

Electricitatea nu este o invenție umană, și poate fi observată în mai multe forme în natură, o manifestare evidentă a ei fiind fulgerul. Multe interacțiuni familiare, la nivel macroscopic, cum ar fi atingerea, frecarea sau legăturile chimice, sunt datorate interacțiunilor dintre câmpurile electrice la scară atomică. Se crede că câmpul magnetic al Pământului⁠(d) rezultă dintr-un dinam natural⁠(d) produs de curenții circulari din miezul planetei. Anumite cristale, cum ar fi cuarțul, sau chiar zahărul, generează o diferență de potențial între fețele lor atunci când sunt supuse unor presiuni externe. Acest fenomen este cunoscut sub numele de piezoelectricitate, din grecescul piezein (πιέζειν), adică „a apăsa”, și a fost descoperit în 1880 de Pierre și Jacques Curie. Efectul este reciproc, și atunci când un material piezoelectric este supus unui câmp electric, are loc o schimbare mică a dimensiunilor sale fizice.
Unele organisme, cum ar fi rechinii, sunt capabil să detecteze și să răspundă la schimbările câmpurilor electrice, capacitatea fiind cunoscută sub numele de electrorecepție⁠(d), în timp ce alții, numiți electrogeni⁠(d), sunt în măsură să genereze tensiune electrică ei înșiși pentru a o folosi ca armă de vânătoare sau defensivă. Ordinul Gymnotiformes⁠(d), dintre care cel mai cunoscut exemplu este țiparul electric, își detectează sau paralizează prada prin tensiuni înalte generate de celule musculare modificate numite electrocite. Toate animalele transmit informații de-a lungul membranelor celulare prin impulsuri de tensiune numite potențiale de acțiune, ale cărui funcții includ comunicarea prin sistemul nervos între neuroni și mușchi. Un șoc electric stimulează acest sistem, și determină mușchii să se contracte. Potențialele de acțiune sunt responsabile și de coordonarea activităților în anumite plante.

## Percepția culturală
În 1850, William Gladstone l-a întrebat pe savantul Michael Faraday de ce este valoroasă energia electrică. Faraday a răspuns: „într-o zi domnule, o veți putea taxa.”
În secolul al XIX-lea și la începutul secolului al XX-lea, electricitatea nu făcea parte din viața de zi cu zi a multor oameni, nici măcar în țările industrializate din lumea occidentală. În cultura populară a vremii, ea apare de multe ori ca o forță misterioasă, cvasi-magică, care poate să-i ucidă pe cei vii, să-i învie pe cei morți sau altfel să schimbe legile naturii. Această atitudine a început cu experimentele din 1771 ale lui Luigi Galvani, prin care picioarele unor broaște moarte zvâcneau atunci când li se aplicau impulsuri electrice de origine animală. „Revitalizarea” sau resuscitarea unor persoane aparent moarte sau înecate a fost raportată în literatura medicală la scurt timp după studiile lui Galvani. Aceste rezultate erau cunoscute de Mary Shelley , când a scris Frankenstein (1819), deși ea nu descrie în detaliu de metoda de revitalizare a monstrului ei. Revitalizarea monștrilor cu ajutorul energiei electrice a devenit mai târziu o temă frecventă în filmele de groază.
Pe măsură ce publicul s-a familiarizat cu electricitatea pe măsură ce creștea seva celei de a Doua Revoluții Industriale⁠(d), manipulatorii ei au apărut din ce în ce mai des într-o lumină pozitivă, cum ar fi lucrătorii care „au moartea la capătul mănușilor în timp ce taie și asamblează firele vii”, după cum scria Rudyard Kipling în poezia sa din 1907 Fiii lui Martha⁠(d). Vehiculele de toate felurile alimentate electric apăreau în prim plan în poveștile de aventuri, cum ar fi cărțile lui Jules Verne și cele din seria Tom Swift⁠(d). Maeștrii electricității, fie ei fictivi sau reali—inclusiv oamenii de știință, cum ar fi Thomas Edison, Charles Proteus Steinmetz⁠(d) sau Nikola Tesla—au fost imaginați în popor ca având puteri ca de vrăjitori.
După ce electricitatea a încetat să mai fie o noutate și a devenit o necesitate a vieții de zi cu zi în a doua jumătate a secolului al XX-lea, a căpătat o atenție specială în cultura populară doar atunci când se oprea din funcțiune, eveniment care, de obicei, vestea un dezastru. Oamenii care îi păstrează curgerea, cum ar fi eroul anonim din cântecul lui Jimmy Webb⁠(d) „Wichita Lineman⁠(d)” (1968), încă mai apar ca figuri eroice asemănătoare vrăjitorilor.